# دايتون إي. فيليبس
دايتون إي. فيليبس (بالإنجليزية: Dayton E. Phillips)‏ هو محامي وسياسي أمريكي، ولد في 29 مارس 1910 في الولايات المتحدة، وتوفي بنفس المكان في 23 أكتوبر 1980. حزبياً، نشط في الحزب الجمهوري. انتخب مدعٍ عام لمقاطعة ‏ (1938 – 1942) وانتخب مدعي عام ‏ (1942 – 1947) وانتخب عضو مجلس النواب الأمريكي.